# Кальо
Ка̀льо (на италиански: Caglio; на ломбардски: Caj, Кай) е село и община в Северна Италия, провинция Комо, регион Ломбардия. Разположено е на 800 m надморска височина. Населението на общината е 464 души (към 2017 г.).